# Peter Hirt
Peter Hirt (30 de março de 1910 – 28 de junho de 1992) foi um automobilista suíço que participou de 5 Grandes Prêmios de Fórmula 1 de 1951 até 1953.